# Castelluccio Valmaggiore
Castelluccio Valmaggiore község (comune) Olaszország Puglia régiójában, Foggia megyében.

## Fekvése
Foggiától délnyugatra, a Dauniai-szubappenninek területén fekszik.

## Története
A település első említése a 11. század elejéről származik Castro Vallis Maiors néven. 

## Népessége
A lakosság számának alakulása:
| Lakosok száma | 1297 | 1276 | 1207 |
|               | 2017 | 2018 | 2023 |

## Főbb látnivalói
- Castello - a 11. század elején épült várból csak a kör alaprajzú torony maradt fenn.